# Jayan
Krishnan Nair, znany szerzej pod pseudonimem Jayan (ur. 25 lipca 1939, zm. 16 listopada 1980) – indyjski aktor.

## Życiorys
Urodził się w Kollam jako Krishnan Nair. Rozpoznawalność zyskał pod przyjętym pseudonimem. Przez piętnaście lat służył w indyjskiej marynarce wojennej. Talent sceniczny przejawiał już wówczas, zwykł występować w przedstawieniach organizowanych przy różnych okazjach, w tym dla uczczenia rozmaitych rocznic. Jego gra spotykała się z uznaniem kolegów z armii. To właśnie zachęciło go do tego by zawodowo związać się z kinem.
Za jego debiut aktorski uznaje się z reguły Shapamoksham (1974) w reżyserii Jeassy’ego. Szybko zyskał ogromną popularność, stając się jedną z ikon keralskiej kultury popularnej przełomu lat 70. i 80. XX wieku. Swój wizerunek sceniczny oparł na przepełnionej męskością charyzmie połączonej z nierzadko bardzo ryzykownymi i wykonywanymi bez pomocy dublerów popisami kaskaderskimi. Uznawany był jednocześnie za ikonę mody. Jego styl w tym zakresie porównywano do Elvisa Presleya. Wśród znaczących filmów z jego udziałem wymienia się Nayattu, Love in Singapore, Sharapancharam, Chandrahasam, Kannappanunni, Palattu Kunjikkannan, Mamangam oraz Prabhu. Zginął u szczytu swojej popularności, w wypadku helikoptera na planie filmu Kolilakkam.
W czasie swojej relatywnie krótkiej kariery filmowej wystąpił w przeszło 150 produkcjach. Na trwale zapisał się w zbiorowej pamięci Keralczyków. W rodzinnym mieście postawiono mu pomnik. W wiosce Anikkad, leżącej w macierzystym dystrykcie gwiazdora, działa poświęcone jego pamięci muzeum. Na początku XXI wieku, wraz ze zwiększającą się dostępnością telefonii komórkowej oraz internetu w Kerali, Jayan zaczął być wykorzystywany jako komiczny superbohater, któremu przypisywano ponadnaturalną siłę oraz nadludzkie zdolności. Pojawiły się wówczas rozpowszechniane za pośrednictwem e-maili bądź smsów wiadomości opiewające jego wielkie możliwości, jak również analogiczne karykatury.